# Артем Конашкович
Арте́м Конашко́вич (? — 1628) — діяч київського магістрату часів Речі Посполитої, війт Києва в 1625–1628 роках.

## Життєпис
Походив зі впливового і заможного міщанського роду Конашковичів. Син Семена Конашковича, війта Києва у 1581–1587 роках. Мешкав у Добромикільській парафії, від батька успадкував будівлі та садиби на Конашківській вулиці. Завдяки родинному впливу зумів доволі рано стати райцею.  1606 року був посланцем до королівського двору з проханням підтвердити привілей Лжедмитрія I від 1604 року. 1610 року отримав посаду радці магістрату.
1611 року обирається бурмістром. 1614 року виконував обов'язки старшого бурмістра за час відсутності Созона Балики. 1618 року в асесорському суді представляв інтереси міської громади при розгляді судової справи київських міщан із ченцями і капітулою Києво-Печерського монастиря. 1619 року стає рочним бурмистром, 1620 року — радцею Старої ради. Разом з іншими бурмистрами був фундатором церкви Різдва Св. Іоанна Предтечі, що знаходилася біля дзвіниці церкви Св. Бориса i Гліба. Відстоював її інтереси перед замковими урядниками.
У 1625 році після загибелі війта Федора Ходики разом з радцею Василем Хурсевичем повідомив про ці події київського воєводу Томаша Замойського. Того ж року обирається війтом, на що отримав підтвердження від короля Сигізмунда III (в офіційних паперах названо привілейованим війтом). На цій посаді перебував до самої смерті в 1628 році. Перед смертю прийняв схиму під ім'ям Євстратій.